# Derby constantinois
Le Derby constantinois est une rencontre de football se déroulant annuellement à Constantine depuis 1948 car lors de l'époque coloniale, les deux clubs rivaux se sont affrontés à douze reprises.
Ce match voit s'affronter deux clubs de la ville, le MO Constantine et le CS Constantine, et qui sont depuis leur création en rivalité pour la suprématie du football constantinois. Le derby se joue au Stade Chahid Hamlaoui devant un public qui dépasse souvent les 40 000 spectateurs.
Le premier match les opposants s'est terminé par une victoire de MO Constantine sur le score de deux buts à un.

## Histoire

### Origines de la rivalité
La rivalité entre le MOC et le CSC est plus qu'une rivalité géographique (les deux clubs évoluant dans la même ville).
L'origine de cette rivalité remonte au 1939, à la suite d’un désaccord entre quelques joueurs juniors du Club Sportif Constantinois et leur président, a cause de leur refus d'être promu en équipe première (équipe senior du CSC). Cela a conduit à la création d'un nouveau club qui est le: Mouloudia Olympique Constantinois.
C'est donc des jeunes joueurs juniors marginalisés du CSC qui ont formé l'équipe du MOC, cela a créé une forte rivalité entre les deux clubs.
Depuis l'indépendance de l'Algérie (en 1962), le CSC et le MOC sont les deux clubs les plus réussis et les plus populaires dans la ville de Constantine, Ce qui a mis les deux clubs en concurrence permanente pour la suprématie du football constantinois.

### Lors de l'époque colonial
| Dimanche 26 septembre 1948 | MO Constantine | 2 – 0   | CS Constantine                                                                                                   |                                                                       |                                                                       |
| 14h 30                     | Bensegueni I 48e 60e                                                                                                 | (0 – 0) | | Stade Turpin (Constantine) Arbitrage : M. Barone, (Montouri et Lopez) | Stade Turpin (Constantine) Arbitrage : M. Barone, (Montouri et Lopez) |
| 14h 30                     | Rapport |         | | Stade Turpin (Constantine) Arbitrage : M. Barone, (Montouri et Lopez) | Stade Turpin (Constantine) Arbitrage : M. Barone, (Montouri et Lopez) |

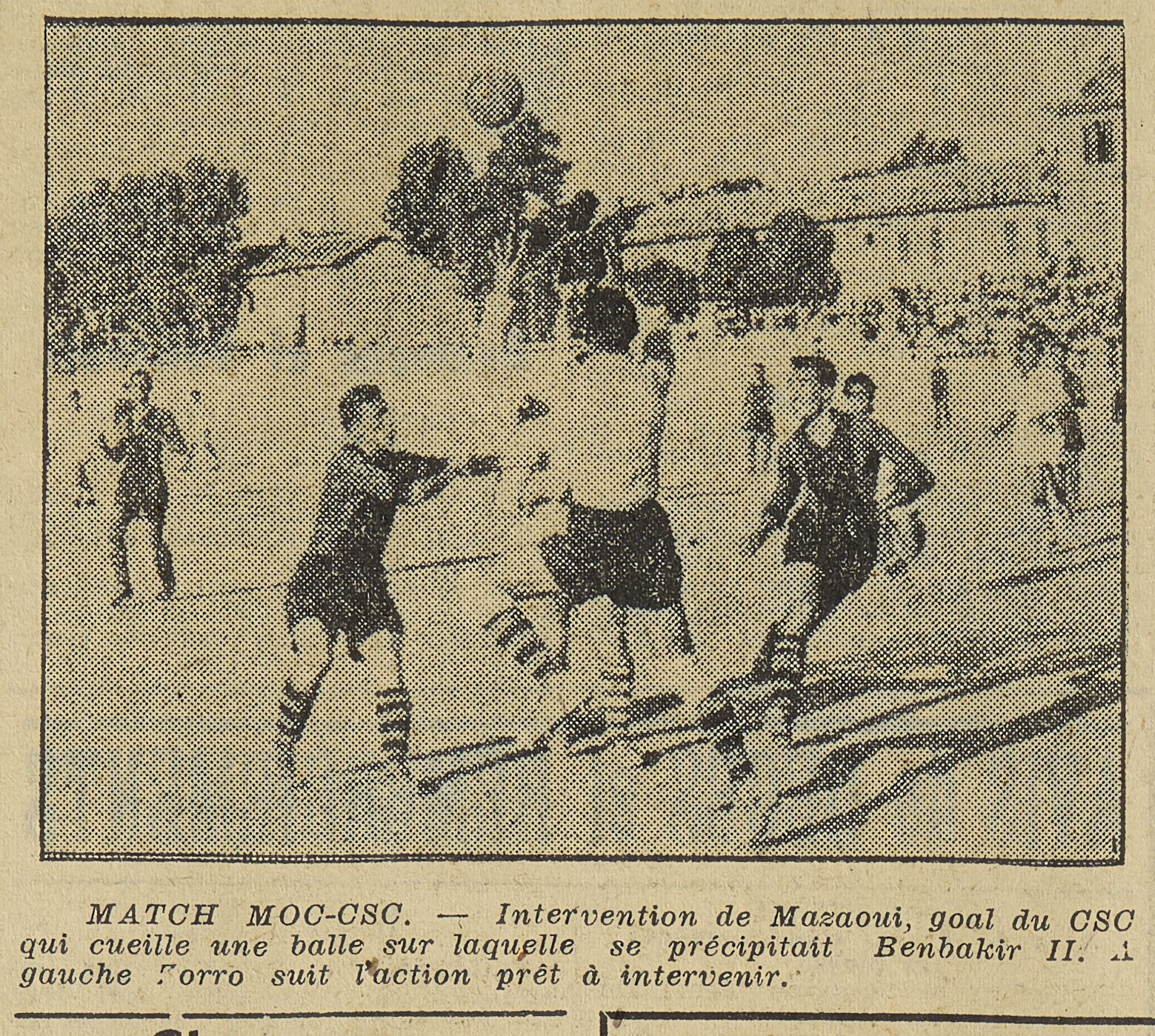
MOC-CSC saison 1950-51

| 14h 30                     | Ghimouze, Bouskila et Abdenouri , Bradai, Saidou, Lefgoun, Benbakir, Aloua, Bensegueni I et Bensegueni II, Stambouli | Équipes | Lefgoun, Belatrèche I et Renaud, Depinay, Bouchedja et Dehimi, Vesnas, Cahour , Zoro, Gondouin et Bellatrèche II | Stade Turpin (Constantine) Arbitrage : M. Barone, (Montouri et Lopez) | Stade Turpin (Constantine) Arbitrage : M. Barone, (Montouri et Lopez) |

## Confrontations sportives

### Matchs mémorables
CSC 2-4 MOC

### Liste des confrontations
Les équipes du CS Constantine et du MO Constantine, sont de très anciennes équipes du football algérien, existantes bien avant l'apparition du premier championnat d'Algérie de football. Elles ont toutes deux jouer dans les compétitions françaises d'époque coloniale régies par la Ligue de Constantine de football.
Un grand nombre de matchs entre ces formations ont donc eu lieu durant cette période mais aussi en Ligue 1, en Ligue 2, en Coupe d'Algérie, en Coupe de la Ligue ainsi que dans les tournois amicaux.
Ici sont exposés uniquement, les rencontres officiels (période coloniale comprise), les tournois amicaux de l'indépendance par exemple, n'en font pas partie. Tous ces matchs sont donnés dans l'ordre chronologique des rencontres.
| #  | Compétition                                    | Date                    | Rencontre                       | Lieu        | Résultat | Buteur(s) pour le CS Constantine | Buteur(s) pour MO Constantine                |
| -- | ---------------------------------------------- | ----------------------- | ------------------------------- | ----------- | -------- | -------------------------------- | -------------------------------------------- |
| 1  | Ligue de Constantine 1948-1949                 | (2J°) 26 septembre 1948 | MO Constantine - CS Constantine | Constantine | 2 – 0    | -                                | Bensegueni I 48e 60e                         |
| 2  | Ligue de Constantine 1948-1949                 | (13J°) 16 janvier 1949  | CS Constantine - MO Constantine | Constantine | 1 – 2    | But inscrit                      | ,                                            |
| 3  | Ligue de Constantine 1949-1950                 | (2J°) 11 septembre 1949 | CS Constantine - MO Constantine | Constantine | 0 – 2    | -                                | Zefzef 4e, Benbakir II                       |
| 4  | Ligue de Constantine 1949-1950                 | (13J°) 29 janvier 1950  | MO Constantine - CS Constantine | Constantine | 3 – 0    | -                                | Benbakir II 27e 84e, Missoum 90e             |
| 5  | Ligue de Constantine 1950-1951                 | (2J°) 17 septembre 1950 | CS Constantine - MO Constantine | Constantine | 0 – 2    | -                                | ? 5e (pen.), Bradaï                          |
| 6  | Ligue de Constantine 1950-1951                 | (13J°) 21 janvier 1951  | MO Constantine - CS Constantine | Constantine | 1 – 1    | Zekri 1re                        | Djabali                                      |
| 7  | Ligue de Constantine de 1re Division 1951-1952 | 31 mai 1952             | MO Constantine - CS Constantine | Constantine | 2 – 1    | Municha 5e                       | Benbakir II 48e, ? ?                         |
| 8  | Ligue de Constantine 1952-1953                 | (8J°) 16 novembre 1952  | CS Constantine - MO Constantine | Constantine | 1 – 1    | Beldjoudi 56e                    | Benbakir I 13e                               |
| 9  | Ligue de Constantine 1952-1953                 | (19J°) 29 mars 1953     | MO Constantine - CS Constantine | Constantine | 0 – 0    | -                                | -                                            |
| 10 | Ligue de Constantine 1953-1954                 | (4J°) 27 septembre 1953 | MO Constantine - CS Constantine | Constantine | 3 – 2    | Zorro 12e 75e                    | Missoum 29e, Benbakir II 52e, Benbakir I 61e |
| 11 | Ligue de Constantine 1953-1954                 | (15J°) 28 février 1954  | CS Constantine - MO Constantine | Constantine | 1 – 1    | Bouskila 41e                     | 85e                                          |
| 12 | Ligue de Constantine 1954-1955                 | 19 décembre 1954        | MO Constantine - CS Constantine | Constantine | 2 – 1    | Zekri 63e                        | Bensegni III 18e, Guitard 30e                |
| 13 | Ligue de Constantine 1954-1955                 | 8 mai 1955              | CS Constantine - MO Constantine | Constantine | 1 – 2    | But inscrit                      | ,                                            |

| #  | Compétition                      | Rencontre                       | Lieu                | Résultat            | Buteur(s) pour le CS Constantine           | Buteur(s) pour MO Constantine                    |
| -- | -------------------------------- | ------------------------------- | ------------------- | ------------------- | ------------------------------------------ | ------------------------------------------------ |
| 14 | Critérium Régional 1962-1963     | MO Constantine - CS Constantine | Constantine         | 2 – 1               | But inscrit                                | ,                                                |
| 15 | Critérium Régional 1962-1963     | CS Constantine - MO Constantine | Constantine         | 0 – 1               | -                                          | But inscrit                                      |
|    | Critérium Régional 1963-1964     | Groupe différent                | Groupe différent    | Groupe différent    | Groupe différent                           | Groupe différent                                 |
|    | 1964-1965                        | Division différente             | Division différente | Division différente | Division différente                        | Division différente                              |
|    | 1965-1966                        | Division différente             | Division différente | Division différente | Division différente                        | Division différente                              |
|    | 1966-1967                        | Division différente             | Division différente | Division différente | Division différente                        | Division différente                              |
| 16 | Coupe d'Algérie 1967-1968 (1/32) | MO Constantine - CS Constantine | Constantine         | 1 – 0ap             | -                                          | Salim Bendilmi                                   |
|    | 1968-1969                        | Division différente             | Division différente | Division différente | Division différente                        | Division différente                              |
| 17 | Championnat (D2) 1969-1970       | MO Constantine - CS Constantine | Constantine         | 0 – 0               | -                                          | -                                                |
| 18 | Championnat (D2) 1969-1970       | CS Constantine - MO Constantine | Constantine         | 3 – 2               | Boulaâla 4e, Djeddou , Mechlakh            | Abdennouri , Fendi                               |
|    | 1970-1971                        | Division différente             | Division différente | Division différente | Division différente                        | Division différente                              |
| 19 | Championnat 1971-1972            | CS Constantine - MO Constantine | Constantine         | 0 – 2               | -                                          | ,                                                |
| 20 | Championnat 1971-1972            | MO Constantine - CS Constantine | Constantine         | 1 – 1               | But inscrit                                | But inscrit                                      |
| 21 | Championnat 1972-1973            | CS Constantine - MO Constantine | Constantine         | 0 – 2               | -                                          | ,                                                |
| 22 | Championnat 1972-1973            | MO Constantine - CS Constantine | Constantine         | 4 – 2               | ?, ?                                       | Said Zeghmar , Gamouh , Fendi 80e (pen.), Krokro |
|    | 1973-1974                        | Division différente             | Division différente | Division différente | Division différente                        | Division différente                              |
|    | 1974-1975                        | Division différente             | Division différente | Division différente | Division différente                        | Division différente                              |
|    | 1975-1976                        | Division différente             | Division différente | Division différente | Division différente                        | Division différente                              |
|    | 1976-1977                        | Division différente             | Division différente | Division différente | Division différente                        | Division différente                              |
|    | 1977-1978                        | Division différente             | Division différente | Division différente | Division différente                        | Division différente                              |
|    | 1977-1979                        | Division différente             | Division différente | Division différente | Division différente                        | Division différente                              |
|    | 1979-1980                        | Division différente             | Division différente | Division différente | Division différente                        | Division différente                              |
|    | 1980-1981                        | Division différente             | Division différente | Division différente | Division différente                        | Division différente                              |
|    | 1981-1982                        | Division différente             | Division différente | Division différente | Division différente                        | Division différente                              |
|    | 1982-1983                        | Division différente             | Division différente | Division différente | Division différente                        | Division différente                              |
|    | National 2, Centre Est 1983-1984 | AJ Constantine - CM Constantine | Constantine         | 2 – 0               |                                            |                                                  |
|    | 1983-1984                        | CM Constantine - AJ Contantine  | Constantine         | 0 – 0               | /                                          |                                                  |
|    | Régional Est 1984-1985           | CM Constantine - AJ Contantine  | Constantine         | ?                   |                                            |                                                  |
|    | 1984-1985                        | AJ Contantine - CM Constantine  | Constantine         | ?                   |                                            |                                                  |
| 23 | Championnat (D2) 1985-1986       | MO Constantine - CS Constantine | Constantine         | 0 – 0               | -                                          | -                                                |
| 24 | Championnat (D2) 1985-1986       | CS Constantine - MO Constantine | Constantine         | 1 – 0               | But inscrit                                | -                                                |
|    | 1986-1987                        | Division différente             | Division différente | Division différente | Division différente                        | Division différente                              |
| 25 | Championnat (D2) 1987-1988       | MO Constantine - CS Constantine | Constantine         | 2 – 1               | But inscrit                                | Zaghbib , ?                                      |
| 26 | Championnat (D2) 1987-1988       | CS Constantine - MO Constantine | Constantine         | 0 – 0               | -                                          | -                                                |
|    | 1988-1989                        | Division différente             | Division différente | Division différente | Division différente                        | Division différente                              |
|    | 1989-1990                        | Division différente             | Division différente | Division différente | Division différente                        | Division différente                              |
| 27 | Championnat 1990-1991            | MO Constantine - CS Constantine | Constantine         | 1 – 1               | Ben Rabah 65e                              | Bounaâs 81e                                      |
| 28 | Championnat 1990-1991            | CS Constantine - MO Constantine | Constantine         | 1 – 1               | Laïb 46e                                   | Kaoua 1re (50 s)                                 |
| 29 | Championnat (D2) 1993-1994       | MO Constantine - CS Constantine | Constantine         | 0 – 3               | Guettay , Boulfelfel , Boudmagh            |                                                  |
| 30 | Championnat (D2) 1993-1994       | CS Constantine - MO Constantine | Constantine         | 2 – 0               | ,                                          | -                                                |
|    | 1994-1995                        | Division différente             | Division différente | Division différente | Division différente                        | Division différente                              |
|    | 1995-1996                        | Division différente             | Division différente | Division différente | Division différente                        | Division différente                              |
| 31 | Championnat 1996-1997            | MO Constantine - CS Constantine | Constantine         | 1 – 2               | Bounaâs , Bourahli 64e                     | Houhou 16e                                       |
| 32 | Championnat 1996-1997            | CS Constantine - MO Constantine | Constantine         | 0 – 0               | -                                          | -                                                |
| 33 | Championnat 1997-1998            | MO Constantine - CS Constantine | Constantine         | 3 – 0*              | Forfait du CSC                             | Forfait du CSC                                   |
| 34 | Championnat 1997-1998            | CS Constantine - MO Constantine | Constantine         | 3 – 0*              | score ini. 0-0, MOC a perdu sur tapis-vert | score ini. 0-0, MOC a perdu sur tapis-vert       |
| 35 | Coupe de la Ligue 1997-1998      | MO Constantine - CS Constantine | Constantine         | 2 – 0               | -                                          | Senouci 17e, Berrahou 42e                        |
| 36 | Championnat 1998-1999            | MO Constantine - CS Constantine | Constantine         | 0 – 0               | -                                          | -                                                |
| 37 | Championnat 1998-1999            | CS Constantine - MO Constantine | Constantine         | 0 – 0               | -                                          | -                                                |
|    | 1999-2000                        | Division différente             | Division différente | Division différente | Division différente                        | Division différente                              |
| 38 | Coupe de la Ligue 1999-2000      | MO Constantine - CS Constantine | Constantine         | 2 – 0               | -                                          | ,                                                |
| 39 | Championnat 2000-2001            | MO Constantine - CS Constantine | Constantine         | 0 – 1               | Kaoua 35e                                  | -                                                |
| 40 | Championnat 2000-2001            | CS Constantine - MO Constantine | Constantine         | 0 – 1               | -                                          | Bounaâs 59e                                      |
|    | 2001-2002                        | Division différente             | Division différente | Division différente | Division différente                        | Division différente                              |
|    | 2002-2003                        | Division différente             | Division différente | Division différente | Division différente                        | Division différente                              |
| 41 | Championnat (D2) 2003-2004       | MO Constantine - CS Constantine | Constantine         | 2 – 1               | Ouecham                                    | Kherkhache ,                                     |
| 42 | Championnat (D2) 2003-2004       | CS Constantine - MO Constantine | Constantine         | 1 – 0               | Zerdia 64e                                 | -                                                |
|    | 2004-2005                        | Division différente             | Division différente | Division différente | Division différente                        | Division différente                              |
|    | 2005-2006                        | Division différente             | Division différente | Division différente | Division différente                        | Division différente                              |
| 43 | Championnat (D2) 2006-2007       | CS Constantine - MO Constantine | Constantine         | 2 – 2               | Ouecham 34e, Fodili 85e (pen.)             | Abadli 72e, Kerboua 90e                          |
| 44 | Championnat (D2) 2006-2007       | MO Constantine - CS Constantine | Constantine         | 0 – 1               | Ouachem 19e                                | -                                                |
| 45 | Championnat (D2) 2007-2008       | MO Constantine - CS Constantine | Constantine         | 0 – 0               | -                                          | -                                                |
| 46 | Championnat (D2) 2007-2008       | CS Constantine - MO Constantine | Constantine         | 0 – 1               | -                                          | Nahnah 9e                                        |
| 47 | Championnat (D2) 2008-2009       | MO Constantine - CS Constantine | Constantine         | 1 – 2               | Zegrour 3e 75e                             | Ouichaoui 21e                                    |
| 48 | Championnat (D2) 2008-2009       | CS Constantine - MO Constantine | Constantine         | 1 – 2               | Boulemdaïs 20e                             | Daïra 29e, Ouichaoui 45e                         |
| 49 | Championnat (D2) 2009-2010       | MO Constantine - CS Constantine | Constantine         | 1 – 1               | Belmili 45+2e (csc)                        | Sebihi 30e (pen.)                                |
| 50 | Championnat (D2) 2009-2010       | CS Constantine - MO Constantine | Constantine         | 2 – 0               | Boulemdaïs 54e, Lakhal 66e (pen.)          | -                                                |
| 51 | Championnat (D2) 2010-2011       | MO Constantine - CS Constantine | Constantine         | 0 – 0               | -                                          | -                                                |
| 52 | Championnat (D2) 2010-2011       | CS Constantine - MO Constantine | Constantine         | 0 – 0               | -                                          | -                                                |
|    | Depuis 2011                      | Division différente             | Division différente | Division différente | Division différente                        | Division différente                              |

## Statistiques
| Catégories        | Matchs Joués | Victoires MOC | Nuls | Victoires CSC | Buts MOC | Buts CSC |
| ----------------- | ------------ | ------------- | ---- | ------------- | -------- | -------- |
| LCFA              | 12           | 8             | 4    | 0             | 20       | 7        |
| Critérium         | 2            | 2             | 0    | 0             | 3        | 1        |
| Ligue 1           | 14           | 5             | 7    | 2             | 16       | 8        |
| Ligue 2           | 18           | 4             | 10   | 8             | 12       | 22       |
| Coupe d'Algérie   | 1            | 1             | 0    | 0             | 1        | 0        |
| Coupe de la ligue | 2            | 2             | 0    | 0             | 4        | 0        |
| TOTAL             | 49           | 22            | 21   | 10            | 56       | 37       |

## Comparaisons des titres
Il est important de comparer le palmarès de ces deux équipes pionnières du football algérien. Cela permet de juger de la valeur de celles-ci et de comprendre un peu mieux la rivalité qui les caractérises.
Si l'on se réfère au tableau ci-dessous, on s'aperçoit que le MOC possède un palmarès légèrement plus étoffé. Ceci est en partie due à son passé prestigieux durant l'époque coloniale avec le gain de deux titres majeurs. Quant au CSC bien que plus ancien et peut-être même considéré comme le doyen des équipes algériennes, il a dû attendre 99 ans pour remporter son premier titre officiel.
Ces deux équipes bien que légendaires n'ont jamais pu remporter le moindre titre international, si l'on considère uniquement les titres majeurs, leur seul fait d'armes est le gain d'un titre de Champion d'Algérie chacun. Cela nous fait comprendre qu'il s'agit avant tout d'une rivalité historique car ce sont les deux clubs les plus anciens de la ville de Constantine et dont le prestige n'a pour cadre que la région Est de l'Algérie.
| Équipe         | LCFA | Ligue 1 | Ligue 2 |
| -------------- | ---- | ------- | ------- |
| MO Constantine | 2    | 1       | 2       |
| CS Constantine | 0    | 2       | 6       |
| Total          | 2    | 3       | 8       |

En gras, le club qui a le plus de titres dans cette compétition.

## Sources
- (ar) « El heddaf le site du foot ball algerien page 11 edition du week end », sur Internet Archive (consulté le 11 janvier 2024)